# Okręg wyborczy Oxley
Okręg wyborczy Oxley (ang. Division of Oxley) – jednomandatowy okręg wyborczy do Izby Reprezentantów Australii, położony w południowo-zachodniej części Brisbane. Jego patronem jest podróżnik i administrator kolonialny John Oxley. Współczesny okręg Oxley powstał w 1949 roku, jednak w latach 1901-1934 imię tego samego patrona nosił inny okręg, klasyfikowany jako odrębna jednostka ze względu na położenie w innej części Brisbane. 

## Lista posłów
| okres urzędowania | poseł          | przynależność                                 |
| ----------------- | -------------- | --------------------------------------------- |
| 1949-1961         | Donald Cameron | Liberalna Partia Australii                    |
| 1961-1988         | Bill Hayden    | Australijska Partia Pracy                     |
| 1988-1996         | Les Scott      | Australijska Partia Pracy                     |
| 1996-1998         | Pauline Hanson | niezależna (1996-1997) One Nation (1997-1998) |
| 1998-2016         | Bernie Ripoll  | Australijska Partia Pracy                     |
| od 2016           | Milton Dick    | Australijska Partia Pracy                     |

źródło: 